# Zeggensteekmier
De zeggensteekmier (Myrmica gallienii) is een mierensoort uit de onderfamilie van de Myrmicinae. De wetenschappelijke naam van de soort is voor het eerst geldig gepubliceerd in 1920 door Bondroit.

## Verspreiding
Myrmica gallienii is een mierensoort die voorkomt van Midden-Europa tot West-Siberië. Komt ook voor in Zweden, Finland, Hongarije, Bulgarije en Roemenië. 

## Habitat
Hij leeft in natte graslanden en moerassen, vaak in zoute gronden. 

## Levenswijze
Het bouwt ondiepe nesten met een bodemheuvel in vochtige habitats, maar diepe nesten in zandige gebieden. Kolonies zijn relatief groot met duizenden individuen.